# Newport (Indiana)
Newport és una població dels Estats Units a l'estat d'Indiana. Segons el cens del 2000 tenia 578 habitants.

## Demografia
Segons el cens del 2000, Newport tenia 578 habitants, 237 habitatges, i 162 famílies. La densitat de població era de 275,5 habitants/km².
Dels 237 habitatges en un 32,9% hi vivien nens de menys de 18 anys, en un 53,6% hi vivien parelles casades, en un 9,7% dones solteres, i en un 31,6% no eren unitats familiars. En el 27,8% dels habitatges hi vivien persones soles el 12,7% de les quals corresponia a persones de 65 anys o més que vivien soles. El nombre mitjà de persones vivint en cada habitatge era de 2,44 i el nombre mitjà de persones que vivien en cada família era de 2,94.
Per edats la població es repartia de la següent manera: un 24,7% tenia menys de 18 anys, un 8% entre 18 i 24, un 29,1% entre 25 i 44, un 23,4% de 45 a 60 i un 14,9% 65 anys o més.
L'edat mediana era de 38 anys. Per cada 100 dones de 18 o més anys hi havia 97,7 homes.
La renda mediana per habitatge era de 33.571 $ i la renda mediana per família de 36.389 $. Els homes tenien una renda mediana de 36.518 $ mentre que les dones 20.104 $. La renda per capita de la població era de 16.771 $. Entorn del 5,9% de les famílies i el 9,1% de la població estaven per davall del llindar de pobresa.

## Poblacions més properes
El següent diagrama mostra les poblacions més properes.